# Журатин
Журатин (укр. Журатин) — село в Бусской городской общине Золочевского района Львовской области Украины.
Население по переписи 2001 года составляло 303 человека. Занимает площадь 1,707 км². Почтовый индекс — 80505. Телефонный код — 3264.

## Известные люди
Бура Ольга Васильевна — участница Евромайдана. Герой Украины (2014). Одна из «небесной сотни».